# Никифоровская Шача
Никифоровская Шача — упразднённый в 2017 году посёлок в Бондарском районе Тамбовской области России. Входила в состав Митропольского сельсовета.

## География
Посёлок находился на северо-востоке центральной части Тамбовской области, в лесостепной зоне, в пределах северо-восточной части Тамбовской равнины, у административной границы с Пичаевским районом.

### Климат
Климат умеренно континентальный, относительно сухой, с холодной продолжительной зимой и тёплым летом. Средняя температура воздуха самого холодного месяца (января) — −11,5 — −10,5 °C (абсолютный минимум — −30 °C); самого тёплого месяца (июля) — 19,5 — 20,5 °C (абсолютный максимум — 32 °С). Среднегодовое количество атмосферных осадков составляет около 501 мм, из которых большая часть выпадает в тёплый период. Продолжительность залегания снежного покрова составляет в среднем 135 дней.

## История
До 2010 года входила в Малогагаринский сельсовет, упразднённый в соответствии с Законом Тамбовской области от 3 декабря 2009 года № 587-З.
Упразднён в 2017 году Постановление Тамбовской областной Думы от 27.10.2017 № 429 как фактически прекратившую своё существование.

## Население
| 2002 | 2010 | 2012 | 2014 |
| ---- | ---- | ---- | ---- |
| 0    | →0   | →0   | →0   |

## Инфраструктура
Было личное подсобное хозяйство.

## Транспорт
Просёлочная дорога.